# Protestáns Egyházak Európai Közössége
A Protestáns Egyházak Európai Közössége (németül: Gemeinschaft Evangelischer Kirchen in Europa, rövidítve: GEKE; angolul: Communion of Protestant Churches in Europe, röv. CPCE; franciául: Communion d'Eglises protestantes en Europe, röv. CEPE; magyarul a német GEKE rövidítés honosodott meg) egy ökumenikus egyházközösség, melynek majdnem minden európai református, evangélikus, metodista és uniált protestáns egyház tagja.
A tagegyházak a leuenbergi konkordia 1973-as elfogadása óta úgynevezett szószéki és úrasztali közösségben vannak egymással, ami annyit tesz, hogy lelkészeik egymás gyülekezeteiben prédikálhatnak, illetve kiszolgáltathatják az úrvacsora szentségét. A szervezet eredeti neve, egészen 2003-ig Leuenbergi Közösség volt. Jelenleg 107 tagegyháza összesen 50 millió tagot képvisel.

## Története, tevékenysége
A Protestáns Egyházak Európai Közössége alapító dokumentuma a leuenbergi konkordia, amelyet több egyházközi megbeszélés után a Bázel melletti Leuenbergben fogalmaztak meg 1973-ban. Ez véget vetett a reformáció kálvini illetve lutheri útján járó egyházak közötti szakadásnak. A dokumentum megfogalmazta a tagegyházak közös felfogását a keresztségről, úrvacsoráról és evangéliumról, és a reformáció korabeli ellentéteket a jelenkorra nézve érvénytelenítette. Az egyházak kölcsönösen elismerték egymás lelkészeit, istentiszteleti és úrvacsorai közösséget vállaltak, és elkötelezték magukat az egyházi közösség megvalósítása mellett.
Az európai metodista egyházak 1997-ben csatlakoztak. A németországi Független Evangélikus-Lutheránus Egyház (Selbständige Evangelisch-Lutherische Kirche) nem fogadta el a dokumentumot, mivel az ő értelmezésükben pont a lutheri úrvacsora-értelmezés maradt ki belőle. A lutheránus egyházak egyes teológusai, például Ernst Sommerlath és Jörg Baur szintén kritikákat fogalmaztak meg. Azok a keresztény egyházak, amelyek elutasítják a gyermekkeresztséget, például az adventisták, baptisták, mennoniták, nem csatlakoztak a közösséghez. 2002 és 2004 között azonban több hivatalos konzultációra került sor az Európai Baptista Szövetség és a Protestáns Egyházak Európai Közössége között, és 2010-ben együttműködési megállapodást írtak alá. A mennonitákkal és az adventistákkal ilyen egyeztetésekre nem került sor.
A szervezetben folyó megbeszélések során teológiai és hittani kérdéseket tárgyalnak, és válaszokat keresnek a jelenkor szellemi és társadalmi kérdéseire. A megbeszélések eredményeit a Leuenberger Texte könyvsorozatban jelentetik meg, illetve a Protestáns Egyházak Európai Közössége honlapján teszik közzé.
A Protestáns Egyházak Európai Közössége kapcsolatban áll az Egyházak Világtanácsával, az Európai Egyházak Konferenciájával, a Lutheránus Világszövetséggel, a Református Egyházak Világszövetségével és az Európai Baptista Szövetséggel.
2007 óta a Protestáns Egyházak Európai Közössége központja Bécsben, az Ausztriai Evangélikus Egyház székhelyén található.

## Tagegyházak
A GEKE-nek jelenleg 94 protestáns egyház a tagja, többségében Európából, de öt, európai gyökerekkel rendelkező dél-amerikai egyház is csatlakozott a közösséghez.
A Protestáns Egyházak Európai Közösségében a következő országok egyházai vannak jelen: Argentína, Ausztria, Belgium, Csehország, Dánia, Egyesült Királyság, Franciaország, Görögország, Hollandia, Horvátország, Írország, Lengyelország, Lettország, Liechtenstein, Litvánia, Luxemburg (Luxemburgi Protestáns Egyház), Magyarország (Magyarországi Evangélikus Egyház, Magyarországi Református Egyház), Németország, Norvégia, Olaszország, Oroszország, Portugália, Románia (Romániai Evangélikus-Lutheránus Egyház, Romániai Ágostai Hitvallású Evangélikus Egyház, Romániai református egyház – Erdélyi református egyházkerület és Királyhágómelléki református egyházkerület), Spanyolország, Svájc, Szerbia, Szlovákia (Szlovákiai Református Keresztyén Egyház), Szlovénia, Ukrajna (Kárpátaljai református egyházkerület), Uruguay.

## Nagygyűlések
- 1976: Sigtuna (Svédország): Az európai egyházak tanúságtétele és szolgálata ma
- 1981: Driebergen (Hollandia): Az európai protestáns egyházak konkordiája és közössége ma
- 1987: Strasbourg (Franciaország): Konkordia és ökumené
- 1994: Bécs (Ausztria): A tanúságtétel és szolgálat növekedő közössége - Európa reformált egyházai
- 2001: Belfast (Egyesült Királyság): Kibékített különbségek - az európai protestáns egyházak küldetése
- 2006: Budapest (Magyarország): Kialakult közösség - Európai evangélikus profil
- 2012: Firenze (Olaszország): Szabadon a jövő felé - Evangélikus egyházak Európában
- 2018: Bázel (Svájc): Felszabadultan - összekapcsolódva - elkötelezetten
- 2024: Nagyszeben (Románia): Krisztus fényében - a reményre hívva[2]

## Fordítás
Ez a szócikk részben vagy egészben  a   Gemeinschaft Evangelischer Kirchen in Europa című német Wikipédia-szócikk fordításán alapul.  Az eredeti cikk szerkesztőit annak laptörténete sorolja fel. Ez a jelzés csupán a megfogalmazás eredetét és a szerzői jogokat jelzi, nem szolgál a cikkben szereplő információk forrásmegjelöléseként.